# Wolfgang Langkau
Wolfgang Karl Johannes Reinhold Langkau (* 21. Juni 1903 in Berlin-Schöneberg; † 3. Mai 1991 in München) war ein deutscher Offizier, zuletzt im Dienstgrad eines Generalmajors der Reserve der Bundeswehr und Angehöriger des Bundesnachrichtendienstes.

## Beruf
Beförderungen
- 1924 Leutnant
- 1928 Oberleutnant
- 1934 Hauptmann
- 1939 Major
- 1942 Oberstleutnant
- 1944 Oberst
- 1958 Brigadegeneral d. R.
- 1965 Generalmajor d. R.

### Reichswehr
Langkau, als Sohn eines promovierten Justizrates geboren, trat am 1. November 1921 als Kanonier in das 3. Artillerie-Regiment in Frankfurt/Oder in die Reichswehr ein. 1922/23 besuchte er die Kriegsschule in München und 1923/24 die Waffenschule in Jüterbog. Von 1924 bis 1926 war er Batterieoffizier, später dann Ausbildungsoffizier. 1927/28 war er Batterieoffizier in der Artillerie-Abteilung Sagan. 1928 wurde er Ordonnanzoffizier und 1931 Adjutant im 3. Artillerie-Regiment. Ab 1934 war er Batteriechef. Von 1934 bis 1936 war er Batteriechef im Artillerie-Regiment 28 in Ohlau.

### Wehrmacht
1936 kam Langkau als Lehrer an die Artillerieschule nach Jüterbog. 1939/40 war er Batteriechef in der schweren Artillerieabteilung 810. 1940 war er Kommandeur der schweren Artillerieabteilung 900 (April bis Juni) und Abschnittskommandeur Le Havre (Juli bis August). Von August bis Oktober 1940 war er Beauftragter des Generals der Artillerie im Oberkommando des Heeres (OKH). Im Juni bzw. im November/Dezember 1940 war er für zwei Erkundungen von Gibraltar zum Amt Ausland/Abwehr kommandiert. Von 1941 bis 1943 war er Erster Generalstabsoffizier (Ia) bei General der Artillerie im OKH. Von Oktober bis November 1943 absolvierte er einen Lehrgang an der Artillerieschule II. Von November 1943 bis Februar 1945 war er Kommandeur des Panzerartillerie-Regiments 103. Von Februar bis April 1945 war er Gruppenleiter beim Generalinspekteur der Artillerie im OKH, bis er im Mai 1945 in US-amerikanische Kriegsgefangenschaft ging, aus der er im Dezember 1945 entlassen wurde.

### Nachkriegszeit und Bundesnachrichtendienst
Von Juni 1946 bis November 1947 arbeitete Langkau als Arbeiter und Angestellter. Im November 1947 wurde er im Bayerischen Staatsministerium des Inneren in München tätig. Im Januar 1950 war Langkau Mitarbeiter der Dienststelle Schwerin. Nach deren Auflösung wurde er als einer von wenigen, darunter Gerhard Buss, Axel von dem Bussche, Johann Adolf Graf von Kielmansegg und Achim Oster in das Amt Blank übernommen. 1955 war er dort im von Oster geleiteten Hauptreferat II 1/4 „Dokumentation und militärische Sicherheit“ Referatsleiter des Referats II 1/4 (2) „Auswertung“.
1957 wechselte Langkau zum Bundesnachrichtendienst und wurde dort Unterabteilungsleiter. Sein Dienstname war Wolfgang Langendorf. Dienstintern wurde er auch mit der Nummer 273 bezeichnet. Am 1. April 1957 wurde er als Oberst in ein Dienstverhältnis als Soldat übernommen. Am 8. Oktober 1958 stimmte das Bundeskabinett der Beförderung Langkaus zum Brigadegeneral zu, die am 11. Oktober 1958 erfolgte. In dieser Zeit wurde Langkau auch Verbindungsoffizier des BND zum Mossad und hatte ein Büro in München statt in Pullach. Am 30. September 1963 endete das Dienstverhältnis als Soldat; Langkau blieb aber weiter im BND tätig. Er war Leiter des dem BND-Präsidenten Reinhard Gehlen direkt unterstellten sogenannten Strategischen Dienstes. Im Verteidigungsfall wäre er, laut einer Planung von 1965, Stellvertreter von Gehlen geworden. In diesem Zusammenhang steht auch Langkaus Beförderung zum Generalmajor der Reserve am 16. März 1965. Der Vizepräsident des BND, Hans-Heinrich Worgitzky, wäre stattdessen Chef des Stabes und Leiter der rückwärtigen Zentrale des BND geworden. Mit Ablauf des Juni 1968 trat Langkau in den Ruhestand.

## Privates
Langkau war verheiratet und Vater von drei Kindern. Er wurde in der Wohnung seiner Eltern in der Wartburgstraße 4 geboren. Sein Vater war der Gerichtsassessor Dr. jur. Johannes Langkau.

## Auszeichnungen
- 11. Januar 1941: Eisernes Kreuz I. Klasse
- 10. Januar 1944: Kriegsverdienstkreuz mit Schwertern I. Klasse
- 1963: Großes Verdienstkreuz des Verdienstordens der Bundesrepublik Deutschland